# Claude Antoine Dacosta
Claude Antoine Dacosta (* 28. Februar 1932; † 1. Mai 2007) war von 1992 bis 1993 Premierminister der Republik Kongo.

## Politische Laufbahn
Dacosta war in den 1960er Jahren Direktor für Wasser- und Forstwirtschaft. Später war er für die Weltbank tätig.
Am 6. Dezember 1992 wurde der parteilose Dacosta Premierminister einer „Regierung der Nationalen Einheit“. Sein Vorgänger war über ein Misstrauensvotum gestürzt. Präsident Pascal Lissouba löste noch im November das Parlament auf. Die im Mai und Juni 1993 abgehaltenen Neuwahlen waren von Unruhen überschattet und wurden annulliert. Seine Amtszeit endete am 23. Juni 1993, als Präsident Lissouba den Ex-Präsidenten Joachim Yhombi-Opango zum neuen Regierungschef berief.
Dacosta ging später wie auch Lissouba und Yhombi-Opango ins Exil. Als im Dezember 2001 gegen Lissouba in Brazzaville ein Prozess wegen Hochverrat und Unterschlagung stattfand, waren auch Dacosta und sein Nachfolger Yhombi-Opango angeklagt. Das Urteil gegen die abwesenden Angeklagten lautete neben einer Geldstrafe 30 Jahre Gefängnis für Lissouba und jeweils 20 Jahre für die anderen.